# Ludmiła Driebniowa
Ludmiła Nikołajewna Driebniowa (ros. Людмила Николаевна Дребнёва; ur. 8 października 1954) – radziecka i rosyjska aktorka filmowa i teatralna. Zasłużona Artystka Federacji Rosyjskiej (2001).

## Wybrana filmografia
- 1978: Jesienne dzwony jako macocha[2]
- 2005 Noc miłości (serial telewizyjny)